# Zélia Amador
Zélia Amador de Deus (Salvaterra, 24 de outubro de 1951) é uma professora universitária, doutora em Ciências Sociais, militante dos direitos da população negra, atriz e diretora de teatro. É uma das fundadoras do Centro de Estudos e Defesa do Negro do Pará.

## Biografia
Zélia nasceu no território quilombola de Mangueiras. Na época, estava localizado no município de Soure e hoje está localizado no município de Salvaterra. Filha de empregada doméstica adolescente, Zélia Amador de Deus mudou-se para Belém quando tinha 15 anos e foi morar no bairro da Sacramenta. Iniciou os estudos primários no Externato Santo Expedito e, posteriormente, prosseguiu no Instituto Catarina Labouré. Antes de ingressar na universidade, estudou no Instituto de Educação do Pará (IEP).  No início da década de 1970, começou a graduação no curso de licenciatura plena em Língua Portuguesa, na Universidade Federal do Pará. Embora tenha vivenciado episódios de racismo na infância e na adolescência, foi no espaço universitário que intensificou a militância no movimento negro. Em 1978, Zélia Amador de Deus iniciou o curso de especialização em Teoria Literária, também, na UFPA. Dez anos depois, ingressou no mestrado em Estudos Literários na Universidade Federal de Minas Gerais e, no ano de 2004, iniciou o doutorado em Ciências Sociais na Universidade Federal do Pará. Foi vice-reitora da UFPA entre os anos de 1993 e 1997. 

## Atuação Política
Antes de ingressar no curso de graduação, Zélia Amador de Deus já atuava nos movimentos sociais. Fez parte da  Cruzada Mariana quando estudou no Instituto Catarina Labouré e do grupo de jovens da Paróquia São Sebastião. Participou do movimento secundarista e da Ação Popular (AP) até o momento que essa organização se fundiu com o Partido Comunista Brasileiro (PCB). Foi, então, que ingressou no VAR-Palmares em Belém. É uma das fundadoras do Cedenpa e foi por meio dessa organização que atuou em defesa do reconhecimento e titulação das terras das comunidades quilombolas no Pará. Zélia foi uma das representantes do Brasil na Conferência de Durban, da Organização das Nações Unidas (ONU), em 2001. Na UFPA, foi atuante na defesa das ações afirmativas para negros e participou da criação da “Lei de Cotas” (Lei nº 12.711/2012). Na UFPA, em parceira com outros professores, fundou o Núcleo de Estudos Afro-Brasileiros (NEAB) e o  Grupo de Estudos Afro-amazônico (GEAM/UFPA).

## Obras
- Caminhos Trilhados na Luta Antirracista, 2021.[6]

## Prêmios e títulos
- Título de Cidadã de Axé, AFAIA-Associação dos Filhos e Amigos do Ilê Iyà Omi Ásé Ofá Karè (2004);[7]
- Reconhecimento de dedicação pela consolidação do Sindicato dos Docentes da UFPA - ADUFPA (2014);[7]
- Título de Honra ao Mérito do Conselho Estadual de Segurança Pública do Estado do Pará (2014);[7]
- Comenda Mãe Doca, da Assembleia Legislativa do Estado do Pará (2015);[7]
- Título de professora emérita da UFPA (2019);[8]
- Prêmio de Direitos Humanos da BrazilFoundation's Human Rights Award (Outubro de 2021).[5]

## Homenagens
- Intelectual negra homenageada no VIII Congresso Nacional de Pesquisadores/as Negros/as (2014)[4]
- Homenagem feita pela escola de samba Os colibris de Belém.[7]
- Escritora homenageada na 23ª Feira Pan-Amazônica do Livro e das Multivozes (setembro de 2019).[4]
- Curta metragem Amador, Zélia, desenvolvido pela produtora Floresta Urbana.[9][10]
- Prêmio de Direitos Humanos da BrazilFoundation.[11]